# Mitsubishi Heavy Industries Football Club 1981
Questa voce raccoglie le informazioni riguardanti il Mitsubishi Heavy Industries nelle competizioni ufficiali della stagione 1981.

## Stagione
Nella stagione 1981 il Mitsubishi Heavy Industries si ripropose ai vertici del campionato giungendo al terzo posto finale: poco prima dell'inizio del torneo la squadra aveva condiviso la vittoria della Coppa di Lega con il Toshiba, in seguito al pareggio per 2-2 nella finale. In Coppa dell'Imperatore la squadra non riuscì a difendere fino in fondo il proprio titolo, venendo esclusa ai quarti di finale dallo Yomiuri.

## Maglie e sponsor
Le divise sono prodotte dalla Puma.
| Manica sinistra · Manica sinistra · Maglietta · Maglietta · Manica destra · Manica destra · Pantaloncini · Calzettoni |

## Organigramma societario
Area direttiva
- Presidente: Yoshisada Okano

Area tecnica
- Allenatore: Kenzō Yokoyama
- Vice allenatore: Hiroshi Ochiai

## Rosa
| N. |                     | Ruolo | Calciatore        |
| -- | ------------------- | ----- | ----------------- |
| 1  | Giappone (bandiera) | P     | Mitsuhisa Taguchi |
| 3  | Giappone (bandiera) | D     | Kazuo Saitō       |
| 5  | Giappone (bandiera) | C     | Hiroshi Ochiai    |
| 6  | Giappone (bandiera) | D     | Hisao Suzuki      |
| 7  | Giappone (bandiera) | C     | Noboru Nagao      |
| 12 | Giappone (bandiera) | A     | Kazuo Ozaki       |
| 21 | Giappone (bandiera) | C     | Atsushi Natori    |
| 22 | Giappone (bandiera) | P     | Satoshi Yamaguchi |
|    | Giappone (bandiera) | D     | Akira Hashimoto   |
|    | Giappone (bandiera) | D     | Kunihiko Suzuki   |
|    | Giappone (bandiera) | D     | Satoshi Kitasato  |
|    | Giappone (bandiera) | D     | Miichiro Umeda    |

| N. |                     | Ruolo | Calciatore          |
| -- | ------------------- | ----- | ------------------- |
|    | Giappone (bandiera) | D     | Akira Negishi       |
|    | Giappone (bandiera) | D     | Yuzuru Oguro        |
|    | Giappone (bandiera) | C     | Mitsunori Fujiguchi |
|    | Giappone (bandiera) | C     | Hiroyuki Tsujiya    |
|    | Giappone (bandiera) | C     | Masatoshi Matsunaga |
|    | Giappone (bandiera) | C     | Shūzō Nakamura      |
|    | Giappone (bandiera) | C     | Mitsuo Katō         |
|    | Giappone (bandiera) | C     | Hiromi Hara         |
|    | Giappone (bandiera) | C     | Hiroshi Muramatsu   |
|    | Giappone (bandiera) | A     | Hisao Sekiguchi     |
|    | Giappone (bandiera) | A     | Ikuo Takahara       |
|    | Giappone (bandiera) | A     | Koichi Kawazoe      |

## Statistiche

### Statistiche di squadra
| Competizione          | Punti | Totale | Totale | Totale | Totale | Totale | Totale | DR  |
| Competizione          | Punti | G      | V      | N      | P      | Gf     | Gs     | DR  |
| --------------------- | ----- | ------ | ------ | ------ | ------ | ------ | ------ | --- |
| JSL Division 1        | 24    | 18     | 10     | 4      | 4      | 24     | 16     | +8  |
| JSL Cup               | -     | 5      | 3      | 2      | 0      | 18     | 10     | +8  |
| Coppa dell'Imperatore | -     | 1      | 1      | 0      | 0      | 3      | 0      | +3  |
| Totale                |       | 24     | 14     | 6      | 4      | 45     | 26     | +19 |